# Tötungsanstalt Bernburg
Die Tötungsanstalt Bernburg befand sich zwischen dem 21. November 1940 und dem 30. Juli 1943 in einem abgetrennten Teil der Landes-Heil- und Pflegeanstalt in Bernburg an der Saale (Sachsen-Anhalt). 

## Geschichte 1940 bis 1943

### Überblick
In der Tötungsanstalt Bernburg wurden im Rahmen der Krankenmorde im Nationalsozialismus bei der so genannten Aktion T4 9385 Kranke und Behinderte aus 38 Fürsorge- und Pflegeeinrichtungen sowie rund 5000 Häftlinge aus sechs Konzentrationslagern mit Kohlenstoffmonoxid in einer Gaskammer ermordet. Ihre Leichen wurden in einer Ofenanlage von Kori verbrannt.
Die Tötungsanstalt in Bernburg löste die zum 28. Oktober 1940 geschlossene Tötungsanstalt Brandenburg ab. Der größte Teil des Personals wechselte in die Bernburger Einrichtung. Nach deren Schließung wurde die „Euthanasie“ mit der Aktion Brandt dezentral weitergeführt.
Nach dem Zweiten Weltkrieg wurde an dieser Stelle das Fachklinikum Bernburg errichtet. Heute befindet sich hier die Gedenkstätte für die Opfer der NS-„Euthanasie“ Bernburg.

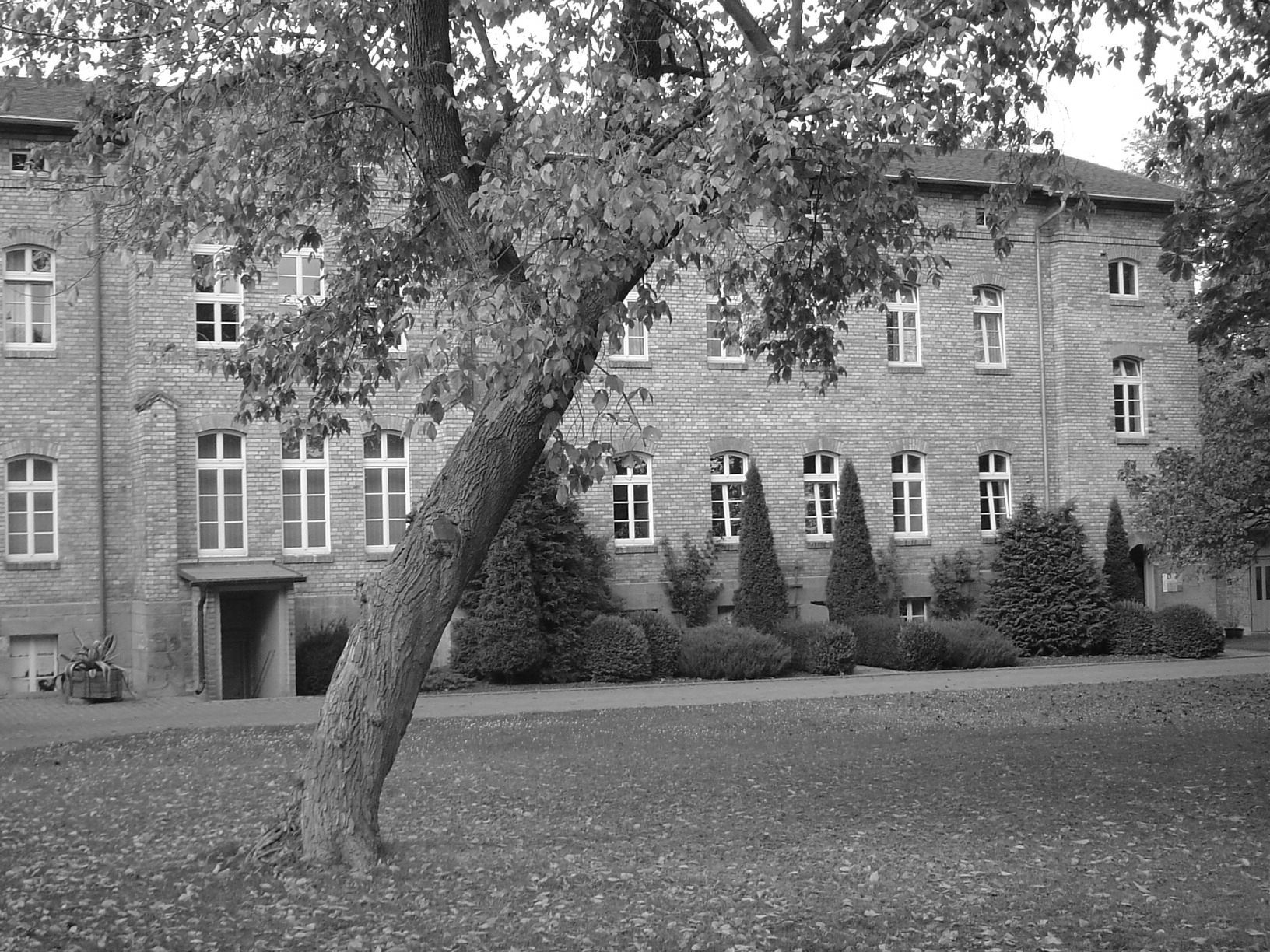
Tötungstrakt (2006)

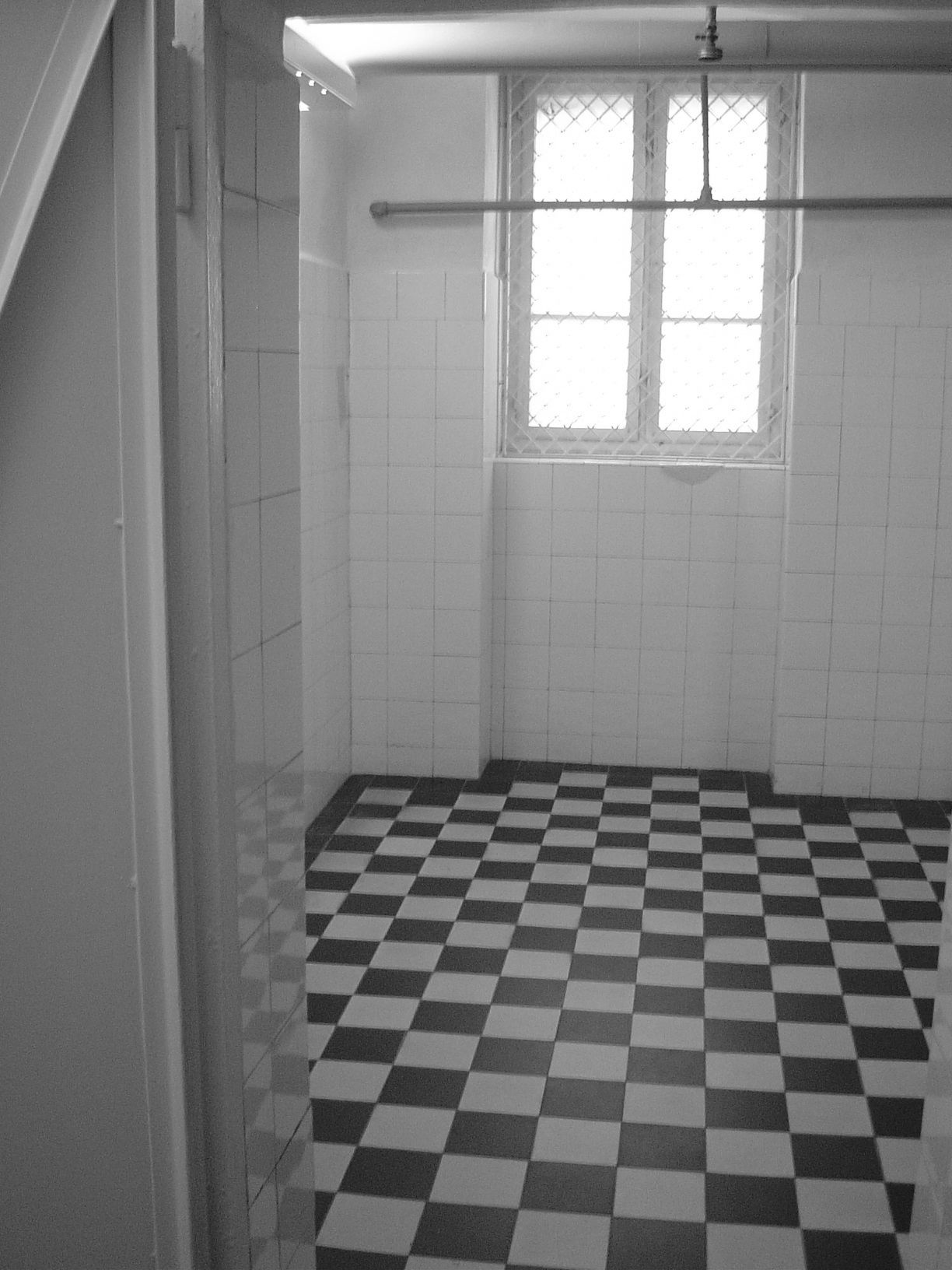
Die Gaskammer

### Herkunft der Opfer
Die Herkunft der Opfer der Tötungsanstalt Bernburg war durch die vorgegebenen Einzugsgebiete fest umrissen. Es umfasste die Heil- und Pflegeanstalten der preußischen Provinzen Brandenburg, Sachsen und Schleswig-Holstein, der Länder Anhalt, Braunschweig und Mecklenburg sowie der Städte Berlin und Hamburg, aus denen zum Teil direkt, zum Teil über so genannte Zwischenanstalten, darunter die Landesheilanstalt Uchtspringe, Behinderte und Kranke nach Bernburg transportiert wurden, um hier mit Gas ermordet zu werden.

### Zwischenanstalten
| Bezeichnung alt                            | Bezeichnung heute                    | Ort                             | Ermordete Patienten |
| ------------------------------------------ | ------------------------------------ | ------------------------------- | ------------------- |
| Landesheilanstalt Jerichow                 | AWO-Fachkrankenhaus                  | Jerichow                        | 390                 |
| Landesheilanstalt Uchtspringe              | Fachklinikum Uchtspringe             | Uchtspringe, Kreis Stendal      | 864                 |
| Landesheilanstalt Altscherbitz             | Sächsisches Krankenhaus Altscherbitz | Altscherbitz, heute Schkeuditz. | 1385                |
|                                            | Asklepios Fachklinikum Brandenburg   | Görden bei Brandenburg          | 1110                |
| Landesirrenanstalt Neuruppin               |                                      | Neuruppin                       | 1497                |
| Landesanstalt Teupitz                      |                                      | Teupitz, Kreis Teltow           | 1564                |
| Landesheil- und Pflegeanstalt Königslutter | AWO Psychiatriezentrum               | Königslutter                    | 423                 |

### Opferzahl der ersten Tötungsphase
Nach einer erhalten gebliebenen internen Zusammenstellung, der so genannten Hartheimer Statistik, wurden von November 1940 bis August 1941 in der Tötungsanstalt Bernburg 9385 Menschen ermordet. Diese Statistik umfasst lediglich die erste Mordphase der Aktion T4, die auf eine Anordnung Hitlers hin am 24. August 1941 abgeschlossen wurde. Der erste Transport mit 25 Patienten erreichte Bernburg am 21. November 1940 aus Neuruppin.
| 1940  | Nov. | Dez. | 1941   | Jan. | Febr. | März | April | Mai  | Juni | Juli | Aug. | Summe  |
| ----- | ---- | ---- | ------ | ---- | ----- | ---- | ----- | ---- | ---- | ---- | ---- | ------ |
| (784) | 397  | 387  | (8601) | 788  | 939   | 1004 | 1084  | 1316 | 1406 | 1426 | 638  | (9385) |

### Tötungsärzte
Die T4-Organisatoren Viktor Brack und Karl Brandt ordneten an, dass die Tötung der Kranken ausschließlich durch das ärztliche Personal erfolgen durfte, da sich das Ermächtigungsschreiben Hitlers vom 1. September 1939 nur auf Ärzte bezog. Die Bedienung des Gashahns war somit Aufgabe der Vergasungsärzte in den Tötungsanstalten. Allerdings kam es im Laufe der Aktion auch vor, dass bei Abwesenheit der Ärzte oder aus sonstigen Gründen der Gashahn auch vom nichtärztlichen Personal bedient wurde. Alle Ärzte traten im Schriftverkehr nach außen nicht mit ihrem richtigen Namen auf, sondern verwendeten Tarnnamen.
In Bernburg waren als Tötungsärzte tätig:
- Leiter: Irmfried Eberl („Dr. Schneider“): November 1940 bis August 1941
- Stellvertreter: Heinrich Bunke („Dr. Keller“): November 1940 bis August 1941

### Der angebliche „Euthanasie-Stopp“ in Bernburg
Unter dem Datum 31. Januar 1941 notierte Joseph Goebbels in seinem Tagebuch: „Mit Bouhler Frage der stillschweigenden Liquidierung von Geisteskranken besprochen. 40000 sind weg, 60000 müssen noch weg. Das ist eine harte, aber auch notwendige Arbeit. Und sie muß jetzt getan werden. Bouhler ist der rechte Mann dazu.“ Das hier genannte Planungsziel von 100.000 Opfern wurde nach der oben genannten Hartheimer Statistik nicht verwirklicht und der Tagebucheintrag wird als Beweis dafür angeführt, dass die Aktion T4 vorzeitig abgebrochen wurde.
Es ist umstritten, ob die zahlreichen öffentlich gewordenen Proteste hoher Geistlicher und anderer Honoratioren, das in der Öffentlichkeit verbreitete Wissen oder der Abwurf englischer Flugblätter über die Ermordung von kranken und behinderten Menschen den Ausschlag für den Abbruch der Gasmordphase und die Fortsetzung in Form der dezentralen „Euthanasie“ durch Nahrungsentzug oder Medikamente gaben. Bernburg sowie die Tötungsanstalt Hartheim bei Linz blieben bis 1944 Orte des Massenmordes.

### Aktion 14f13 in Bernburg
Die Aktion 14f13 diente dazu, nicht mehr arbeitsfähige oder aus anderen Gründen unerwünschte Häftlinge zu selektieren und zu ermorden. Zu den Opfern zählten jüdische Männer und Frauen, Sinti und Roma, Homosexuelle, sog. „Asoziale“, Zeugen Jehovas und Zwangsarbeiter.
Die Aktion begann im Frühjahr 1941, als in den Konzentrationslagern viele Häftlinge arbeitsunfähig waren. Das System der T4 war zu dieser Zeit das Einzige, nach dem Menschen nach ihrer Leistung selektiert und gegebenenfalls effektiv getötet werden konnten. Deshalb suchten Ärztekommissionen aus der „Euthanasie“ die KZ auf. Erst einige Monate später erfolgte die Ausweitung auf die oben genannten weitere Häftlingsgruppe, die nicht wegen Arbeitsunfähigkeit, sondern vor allem aus sogenannten rassischen und religiösen Gründen der Verfolgung durch das NS-Regime unterlagen. Nach Bernburg kamen Transporte aus den KZ Buchenwald, Groß-Rosen, Flossenbürg, Neuengamme, Ravensbrück, Sachsenhausen. Im Frühsommer 1943 wurden in Bernburg noch Leichen aus dem Außenlager Wernigerode des KZ Buchenwald verbrannt. Dann folgte die Schließung der Einrichtung und im August 1943 die Rückgabe der Gebäude an den Träger des Krankenhauses.

### Aktion Reinhardt
Irmfried Eberl war als Arzt der medizinische Leiter der NS-Tötungsanstalt Brandenburg und danach mit dem gleichen Tötungspersonal in Bernburg. Ab Sommer 1942 war Eberl Kommandant des Vernichtungslagers Treblinka im Rahmen der Aktion Reinhardt in Polen.

## Nach 1945
siehe Hauptartikel: Gedenkstätte Bernburg
In den Anfangsjahren der DDR wurde das Thema „Euthanasie“ in Bernburg zwar angesprochen, aber erst in den 1980er Jahren fingen Mitarbeiter des Krankenhauses an, sich mit den Inhalten auseinanderzusetzen. Im Zuge der Wende wurde eine Gedenkstätte eröffnet, die 1994 in Landeseigentum übergegangen ist. Gedenkstättenleiterin ist Ute Hoffmann. Seit dem 1. Januar 2007 befindet sich die Gedenkstätte in der Trägerschaft der Stiftung Gedenkstätten Sachsen-Anhalt.
Am 29. November 2006 wurde der Förderverein der Gedenkstätte für die Opfer der NS-„Euthanasie“ Bernburg e. V. in den Räumen der Gedenkstätte gegründet.